# ラジコンカー・スポーツ
『RCスポーツ 』は、かつて内外出版社から刊行されていたラジオコントロール模型の雑誌である。

## 概要
無線操縦自動車模型の競技に力を入れた誌面構成だった。セッティングやドリフト走行等の操縦テクニックに関して詳しく説明されていた。
2005年4月28日創刊、2009年6月のVol.43をもって休刊になった。